# روندا فليمنج
روندا فليمنج (بالإنجليزية: Rhonda Fleming)‏ هي مغنية وممثلة أمريكية، ولدت في 10 أغسطس 1923 بهوليوود في الولايات المتحدة. بدأت مشوارها المهني سنة 1943.

## أعمال

### أفلام
- (1944) منذ أن رحلت
- (1945) المسحورة
- (1953) أفعى النيل
- (1957) النزاع المسلح في أو كيه كورال

## وصلات خارجية
- روندا فليمنج على موقع IMDb (الإنجليزية)
- روندا فليمنج على موقع ألو سيني (الفرنسية)
- روندا فليمنج على موقع ميوزك برينز (الإنجليزية)
- روندا فليمنج على موقع تيرنر كلاسيك موفيز (الإنجليزية)
- روندا فليمنج على موقع أول موفي (الإنجليزية)
- روندا فليمنج على موقع قاعدة بيانات برودواي على الإنترنت (الإنجليزية)
- روندا فليمنج على موقع قاعدة بيانات برودواي على الإنترنت (الإنجليزية)
- روندا فليمنج على موقع قاعدة بيانات الأفلام السويدية (السويدية)
- روندا فليمنج على موقع إن إن دي بي (الإنجليزية)
- روندا فليمنج على موقع ديسكوغز (الإنجليزية)